# NGC 4726
NGC 4726 é uma galáxia lenticular (S0) localizada na direcção da constelação de Corvus. Possui uma declinação de -14° 16' 04" e uma ascensão recta de 12 horas, 50 minutos e 46,0 segundos.
A galáxia NGC 4726 foi descoberta em 1882 por Ernst Wilhelm Leberecht Tempel.